# 消耗戦争
消耗戦争（しょうもうせんそう、英語: War of Attrition, アラビア語: حرب الاستنزاف Ḥarb al-Istinzāf, ヘブライ語: מלחמת ההתשה Milhemet haHatashah）は、ユダヤ人とアラブ人の一連の武力紛争である中東戦争の内の一つで、第三次中東戦争後の1967年頃から1970年にかけてイスラエルとアラブ連合共和国（現在のエジプト）の間で勃発した武力紛争である。この戦いはイスラエルとエジプトの争いであるが、当時エジプトと友好国であったソビエト連邦（ソ連）の軍事顧問や、紛争後期にはソ連軍の戦闘部隊が直接参戦していた。なお、この紛争と同時期にパレスチナ解放機構（PLO）やそれを支援するヨルダンもイスラエルに対して攻撃を仕掛けていたが、次第にPLOがヨルダンを基地として使うようになったためヨルダン政府も彼らを警戒し、後にヨルダン内戦（PLO側の呼び名は黒い九月）と呼ばれる武力衝突に発展。この争いではエジプト大統領のナーセルが両国の仲介を行っているが、ナーセル本人はその翌日に過労死を遂げている。
なお消耗戦争自体はアメリカ合衆国の仲介で停戦し、イスラエルとエジプト・ソ連連合軍の間で兵力引き離しが行われているが、第三次中東戦争でイスラエルが侵略したエジプトのシナイ半島やシリアのゴラン高原は両国に返還されなかったためアラブ世界の人々の反感は解決されず、3年後にはエジプトとシリアが同領土を取り返すためイスラエルを攻撃し、第四次中東戦争が勃発。後にエジプトは平和路線に変更し、イスラエルとエジプトは平和条約を締結して国交を回復した。

## 概要
1967年の第三次中東戦争でイスラエルに対して大敗を喫したエジプトが、イスラエルの戦力・士気低下を狙って散発的に仕掛けた戦争。エジプト軍はスエズ運河東岸のイスラエル軍陣地を狙って砲撃やコマンド部隊による襲撃を繰り返した。これに対してイスラエルはエジプト軍陣地への空爆やコマンド部隊の襲撃をもって徹底的に応戦した。戦争は両者が決定的勝利を得られないまま1969年3月から約1年間、それ以前の攻撃も含めれば約3年間続き、1970年に停戦した。この戦争中にイスラエルは対エジプト防衛線、いわゆるバーレブ・ラインを構築している。

## 前史

### 第三次中東戦争とその後
1967年6月5日朝、イスラエル空軍はエジプト、シリア、ヨルダン、レバノン、イラク(以下アラブと総称)の各空軍基地に攻撃を行った(フォーカス作戦)。第三次中東戦争の勃発である。この攻撃によってアラブ軍の航空戦力は壊滅、続く地上戦でもアラブ軍はイスラエル軍の前に敗走を重ね、6日間でイスラエルが圧倒的勝利をおさめ、スエズ運河を含むシナイ半島全域、ヨルダン川西岸全域、そしてゴラン高原を占領した。このことは単に領土が4倍に拡大しただけでなく、イスラエル軍の防御がより容易になることを意味した。イスラエルにはこの戦争でアラブにとって「イスラエル抹殺」はもはや夢となり、占領地と交換に和平交渉に乗り出してくるのではないかという期待もあった。事実、イスラエルの内閣は戦争直後の6月19日には平和と返還地の非武装化を条件とし、シャルムエシェイクを除くシナイ半島とゴラン高原の返還を閣議で決定している。
しかし、アラブ諸国にとって第三次中東戦争で大敗を喫したままイスラエルと和平交渉を行うことは自らの敗北を認めることであり、到底受け入れられるものではなかった。
9月1日スーダンのハルツームで採択されたハルツーム決議で「イスラエルと交渉せず」、「イスラエルと和平せず」、「イスラエルを承認せず」のいわゆる「3つのノー」を決議し、イスラエルとの徹底抗戦の姿勢を示した。

### 「戦争なくして平和なし」
エジプトのガマル・アブドゥル・ナセル大統領も敗戦の責任をとり一度は辞任を考えたものの、国民の根強い支持によって大統領の座にとどまった。
「武力で奪われたものは武力でしか奪回できない」と宣言、エジプト軍の再建と占領地の「解放」の方針を示した。以下の三段階である。

1. 不屈の挑戦(67年6月~68年8月)
2. 積極防御(68年9月~69年2月)
3. 消耗戦争(69年3月~70年2月)

これと同時にソ連はエジプトに対して国連において戦争がまだ終わっていないとの空気を作るべし、と吹き込んだ。スエズ運河が封鎖されたままなのは戦争のせいということとなり、自然とイスラエルに圧力がかかるからである。
第三次中東戦争におけるシナイ戦線の経過からもわかるように、イスラエル軍は機動戦を得意としたが、逆に物量がものを言う静的戦闘はエジプト軍に分があった。またアラブ側に比べると人的資源に乏しいイスラエルは常時損害を出し続ければ次第に弱っていくだけでなく経済損失により国全体の士気も下がり、あわよくばイスラエル軍の東岸からの撤退も引き起こすこともできるはずだとエジプトは考えた。そこでエジプト軍は東岸に攻撃を加え、イスラエルを消耗させることにした。

## 消耗戦争の経過

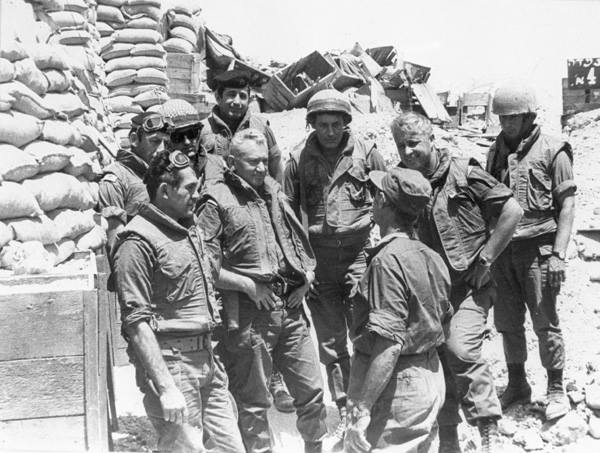
消耗戦争中の1970年に前線を視察するイスラエル軍の将校。前列左からダビット・エラザール参謀次長、ハイム・バーレブ参謀総長、モシェ・ダヤン国防相（背中を向けている人物）、アリエル・シャロン南部方面軍司令官。

エジプトが「消耗戦争」の開始を公式に宣言したのは1969年の3月であるが、実際にはそれ以前からイスラエルへの攻撃は行われていた。そのため便宜上、本記事では前出のエジプトの軍再建計画の段階に従い、3つの期間に分けることにする。

### 前期(1967年)

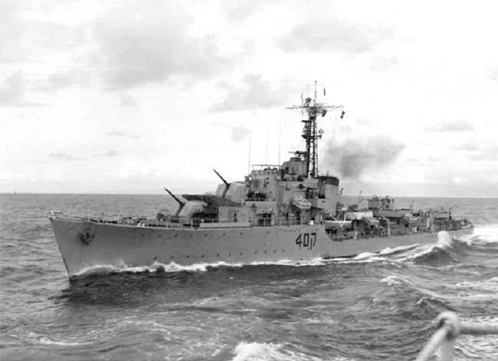
「エイラート事件」で沈没したイスラエル海軍の駆逐艦エイラート。

戦闘は散発的に続いたが、多くはイスラエルのパトロール隊をエジプト軍が西岸から野砲や戦車砲で攻撃し、時にはイスラエルの空軍機が反撃を続けるといったパターンであった。運河周辺の都市、カンタラ、イスマイリア、スエズ市の市民は疎開をはじめ、最終的に75万人ほどが難民になっている。
7月1日ラスエルアリシュの戦い。ポートファド市近郊のラスエルアリシュ付近を警戒していた機械化歩兵中隊(ウリエル・メニューヒン少佐指揮)がエジプト軍のコマンド部隊の待ち伏せを受け、西岸からは野砲と戦車砲で攻撃された。イスラエル軍はコマンド部隊を撃退した(エジプト軍がイスラエル軍を撃退したとする資料もある)が、戦死1名負傷13名の損害を出した（メニューヒン少佐は翌日にも攻撃を受けて戦死した）。。
7月2日イスラエル空軍機がラスエルアリシュのエジプト軍砲兵陣地を爆撃。
7月4日エジプト空軍機がイスラエル陣地数か所を爆撃。Mig-17が１機撃墜された。
7月8日エジプト空軍のMig-21 １機がカンタラの偵察中に撃墜。その後カメラ装備のSu-7 ２機が任務を引き継ぎ、抵抗を受けることなくシナイ全域の撮影に成功する。数時間後に別のSu-7 ２機が偵察任務を行うものの、イスラエル空軍の妨害を受け、１機が撃墜された。
7月11~12日ロマニ沖海戦。運河東岸北部の町ロマニ近郊の地中海上でイスラエル海軍の駆逐艦エイラートと魚雷艇2隻がエジプト軍の魚雷艇2隻を撃沈。イスラエル側は損害なし、エジプト側で救出された乗組員はいない。11日にはイスラエルとエジプトが西岸に国連の監視所を設けることで同意。
7月14日イスラエル軍が運河に数隻のボートを下ろしたところ、エジプト側が発砲した。この戦闘は次第にエスカレートし、最終的には双方で野砲、戦車、空軍まで出動する事態となった。エジプト側はMig-17を4機、Mig-21を3機撃墜され、イスラエル側も戦死9負傷55の損害を出している。
7月15日イスラエル空軍のミラージュIII戦闘機１機がエジプト空軍のMiG-21に撃墜される。
9月(日付不明)スエズ湾北部のグリーン島でエジプト軍がイスラエル船に発砲し、砲撃戦に発展。これ以降運河域では小康状態が続く。
10月21日エイラート事件。ポートサイドの沖合を航行していたイスラエル海軍の駆逐艦「エイラート」が、ポートサイド港内のコマール型ミサイル艇からP-15(NATO名『スティックス』)対艦ミサイルによる攻撃を受け、沈没。乗組員199名中47名が戦死・行方不明となり、90名が負傷した。この攻撃は「世界初の対艦ミサイルによる攻撃」として評価される面が強いが、一方でエジプト軍の士気を高揚させる絶好の機会でもあった。
10月25日

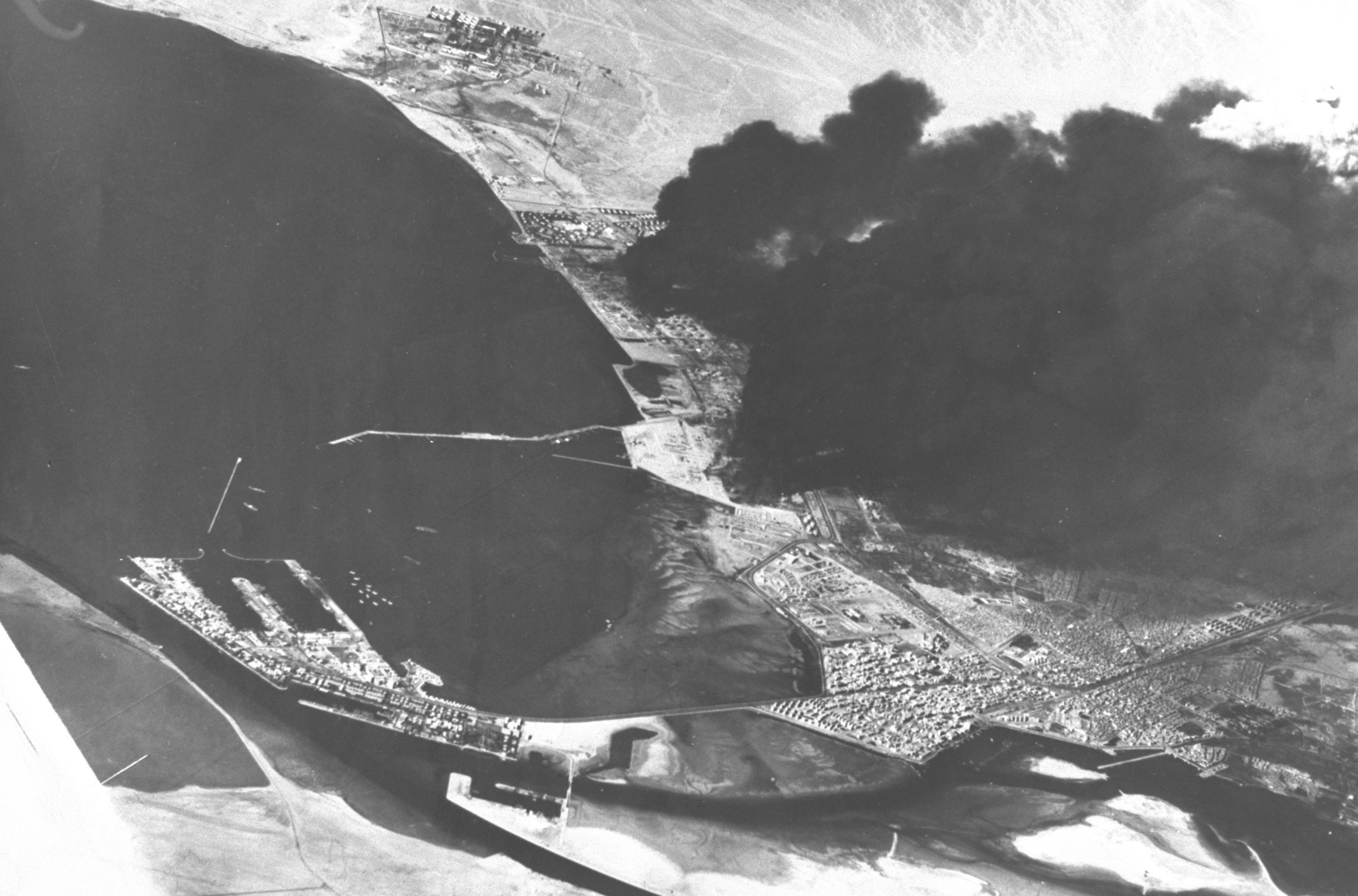
イスラエル軍の砲撃をうけ、炎上するスエズ市の石油施設。(10月24日の撮影)

エイラート事件に対応してイスラエル軍はスエズ市の製油所、石油タンクおよび石油化学プラントに砲撃を行った。火災によってプラントや工場が喪失、エジプトは1億ドルの被害と死者11負傷92と発表している。この攻撃ののち、小規模な戦闘はたびたび続いたが、運河域には再び小康状態が訪れた。

### カラメの戦い(1968年3月21日)
ヨルダン方面でもヨルダン軍、駐ヨルダンのイラク軍、そしてパレスチナ解放機構(以下PLO)によるイスラエルへの攻撃が頻発していた。1968年3月にスクールバスが襲撃され、児童数十名が犠牲になったことをきっかけとしてイスラエル軍はヨルダン川東岸の事実上PLO基地と化した村、カラメへの攻撃を決定し、3月21日に攻撃が行われてPLO・ヨルダン軍との間で戦闘になった（カラメの戦い）。イスラエル軍の作戦は成功し、カラメのPLO基地は破壊されたものの、イスラエル軍は戦死28名、負傷69名、戦車4輌、装甲車2輌と航空機1機の損害を出し、PLO・ヨルダン側も大損害を与えたとして勝利を主張した（のちに両者の関係は悪化し、ヨルダン内戦に発展する）。

### 中期(1968年)
約1年間の小康状態を経てエジプト軍は攻撃を再開した。砲兵火力に劣るイスラエル軍はエジプト領内での襲撃作戦を行った。イスラエルがバーレブ・ラインを構想・建設したのもこの頃である。
9月8日イスラエルのパトロール隊がスエズ市のポートタウフィク北で地雷を爆破処理すると同時にエジプト軍が運河約100Kmの範囲で東岸に砲撃。イスラエルは戦死10名、負傷18名の損害を出した。エジプト側も民間人26名が死亡、104名が負傷した。
10月31日ヘレム作戦。SA321シュペル・フルロン輸送ヘリに搭乗したイスラエル軍の特殊部隊であるサイェレット・マトカルの隊員が東岸より約350Km離れたナイル川周辺に侵入、変電所や橋、ダムを破壊した。
11月1日イスラエル軍の襲撃に対応してエジプトは民兵隊を組織し重要拠点の警備にあたらせたが、同時に東岸への攻撃を中止した。
11月3日エジプト空軍のMig-17の編隊がイスラエル軍の陣地を空襲し、迎撃に当たったイスラエル機1機が損傷した。

#### バーレブラインの構築
エジプト軍による攻撃が中断された中、イスラエル軍の参謀総長ハイム・バーレブ中将はアブラハム・アダン少将を委員長とする対策委員会に運河東岸での防御陣地構築と防衛計画についての研究を命じた。後日アダンらの出した計画は運河東岸に敵の監視兼拘束にあたる拠点を11Km間隔で15個配置し、その後方に師団規模の機動部隊を配置、さらに支援施設を構築してエジプト軍の小規模・大規模な攻撃両方に対応できるようにするというものであった。 当時参謀本部訓練局長であったアリエル・シャロン少将と機甲総監のイスラエル・タル少将は東岸拠点の構築に反対し、代わりに機械化偵察部隊を巡回させるべきだと主張したが、バーレブと南部軍司令官イェシャヤフ・ガビッシュ少将はアダンの案を拠点をさらに増やし33個にすることで採用し、消耗戦争が小康状態になっていた1969年1月には建設が開始された。

### 後期(1969年3月～1970年8月)
1969年3月にエジプトは消耗戦争の開始を宣言し、戦闘が再び再開した。イスラエル軍の反撃も苛烈でイスラエル機がエジプト領内を自由に飛び回るようになるとソ連が防空部隊や航空部隊を投入した。

#### 1969年

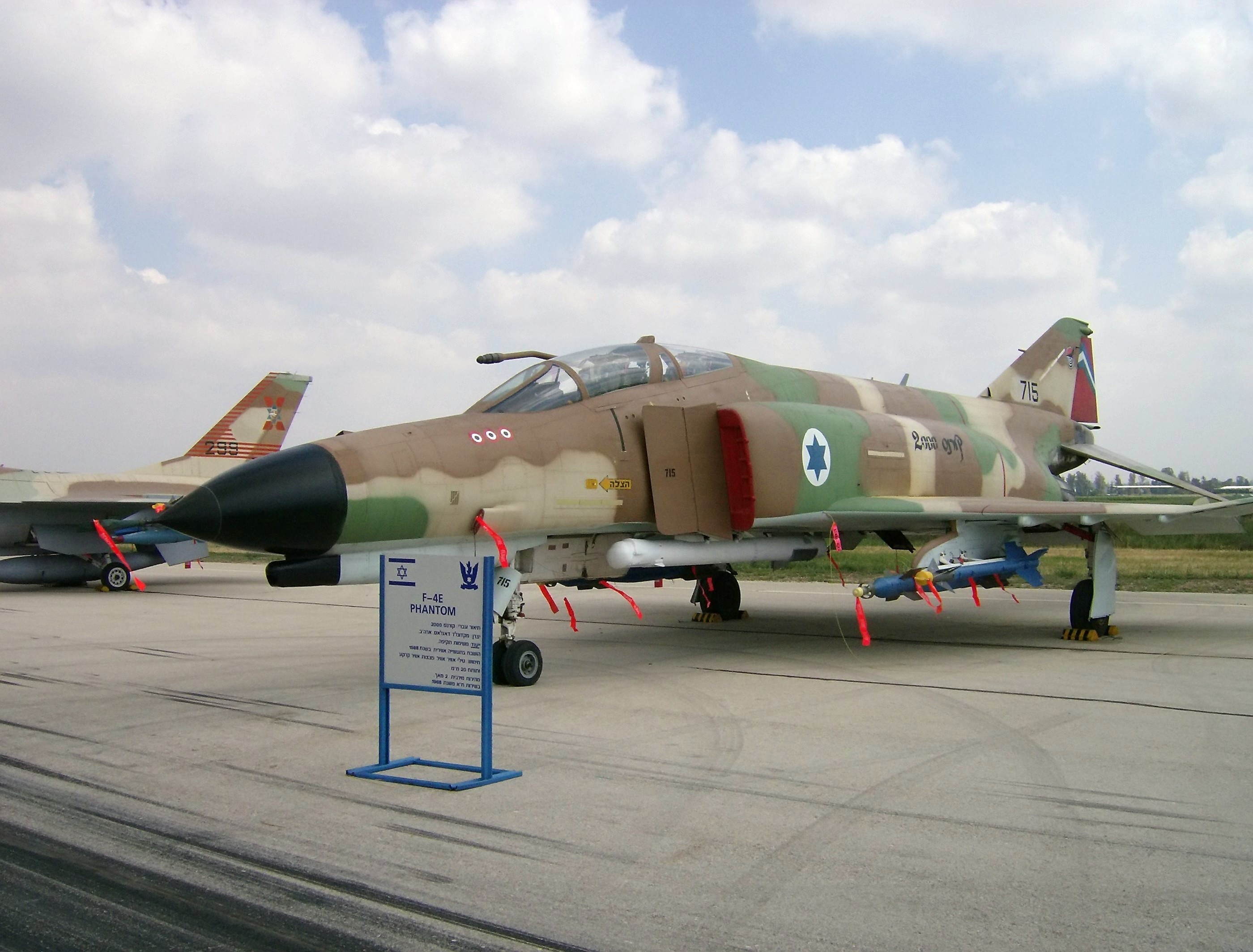
当時のイスラエル空軍の主力戦闘機、F-4E。制空戦闘だけでなく対地攻撃でも活躍した。

3月8日偵察中のエジプト空軍機が撃墜されると同時に砲撃戦開始。イスラエル軍も報復としてエジプト領を襲撃し、損害を与えた。
3月9日エジプトの参謀総長アブド・アルムネイム・リヤド少将が運河を視察中、砲撃を受け戦死。
5～6月戦闘が続く。この時期の損害はイスラエル軍が戦死47名、負傷157名、エジプト軍は具体的人数は不明だがそれ以上の損害を出した。
7月18日エジプト軍のコマンド隊がポートタウフィク南のイスラエル軍戦車陣地に侵入、イスラエル兵11名が戦死した。
7月19日ブルムス6作戦。サイェレット・マトカルとサイェレット13の部隊がスエズ湾北部の島グリーン島を襲撃した。同島のエジプト軍施設は破壊され、エジプト兵80名が戦死した。イスラエル軍は戦死・負傷者を8名ずつ出した。
8月イスラエル機は1000回以上の航空作戦を実施(エジプト機は100回)。多数のSAM陣地と21機の航空機を撃墜。イスラエル機は3機が墜落。
9月8～9日ラビブ作戦(10時間戦争とも)。8日、サイェレット13のコマンド部隊がエジプト側スエズ湾沿岸を襲撃、魚雷艇を2隻撃沈した。翌9日、1個戦車大隊(Tiran-5とBTR-50装備)が戦車揚陸艇で上陸、10時間にわたって行動し、エジプト軍の監視所12ヵ所、警戒ステーションを破壊し、100名～200名以上の損害を与えたのち帰還した。イスラエル側の死傷者はコマンド部隊の戦死3名、行方不明となったパイロット1名であった。この攻撃はエジプト側に大きな衝撃を与え、アフマド・イスマイル・アリ参謀総長や海軍司令官が解任されるなど大幅な人事異動が行われた。
9月11日エジプト機16機が空襲を行ったが、MiG-21・7機がミラージュIIIに、Su-7・3機が対空砲とホーク対空ミサイルにより撃墜された。イスラエル機の損害は1機。
10月17日アメリカとソ連が停戦のための外交交渉を開始。
12月ソ連の防空軍司令官がエジプトを訪問。防空部隊を視察。
12月9日ソ連製P-12早期警戒レーダーに支援されたエジプト機がイスラエル機と空中戦を行い、ミラージュIII・2機を撃墜。夕方、エジプト機がF-4EファントムII戦闘機を撃墜（初めてエジプト機がF-4を撃墜した）。同日、アメリカ国務長官ウィリアム・P・ロジャーズによりロジャーズ・プランが提示される。イスラエルが第三次中東戦争以前の国境線に撤収すると同時に、エジプト・イスラエルに最低3ヶ月の停戦を求めるものであった。両国はこの提案に強く反対し、ナセルはイスラエルとのあらゆる直接交渉が降伏に等しいと演説で主張した。

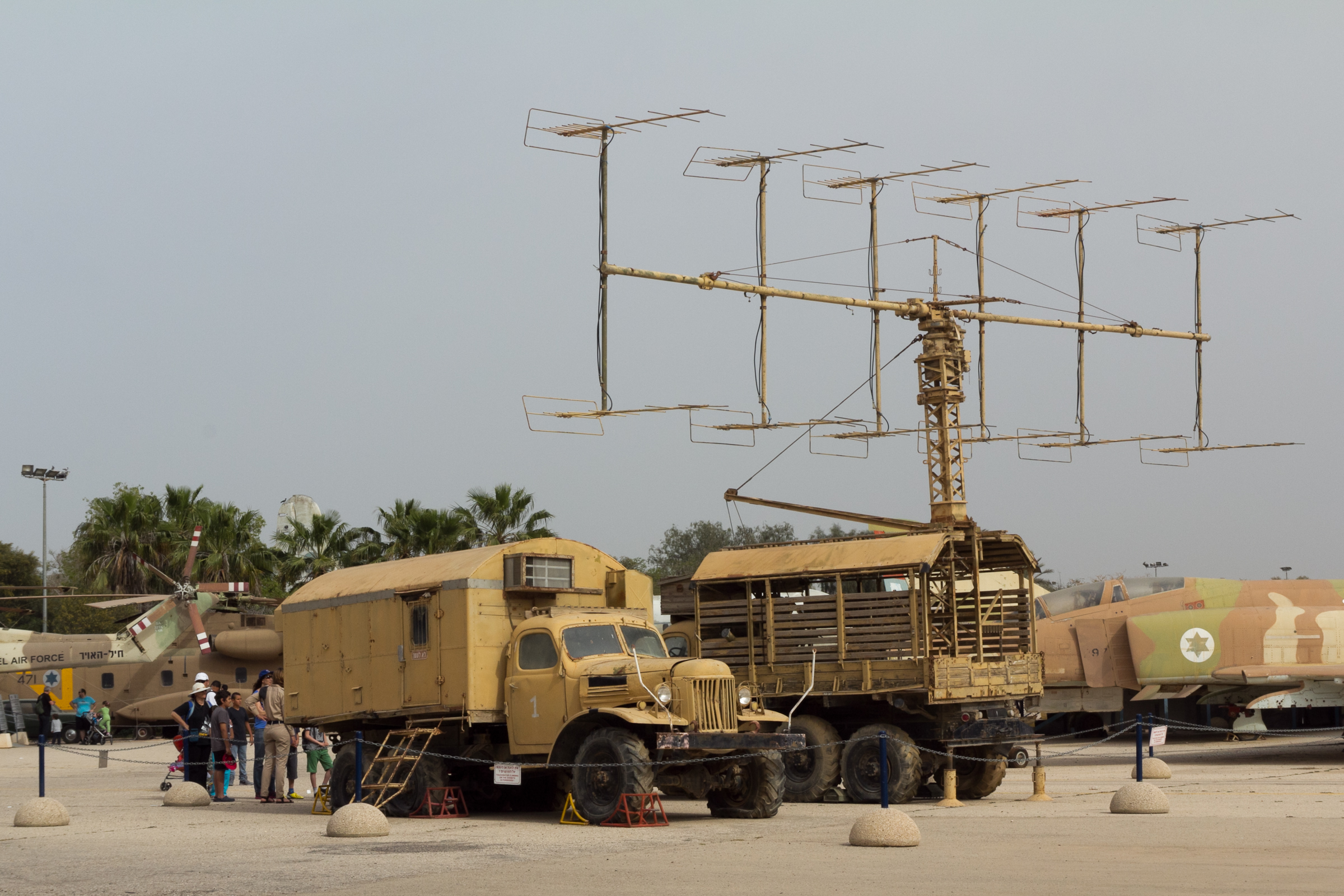
鹵獲されたP-12早期警戒レーダー(ハツェリム空軍基地内のイスラエル空軍博物館に展示されている)。

12月26日ロースター53作戦。CH-53EとSA321輸送ヘリに搭乗したイスラエル軍の空挺部隊がラスアラブのレーダー基地を襲撃、同基地のP-12レーダーと関連装備をCH-53シー・スタリオン2機により「回収」した。当時最新鋭だったP-12レーダーの性能が西側に解明されることとなり、エジプト側に大きな衝撃を与えた。

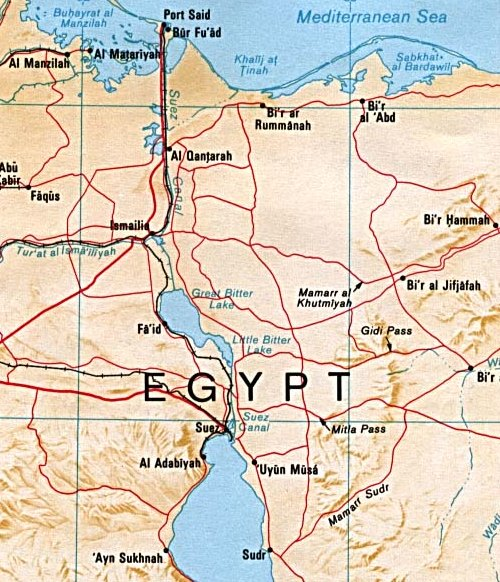
スエズ運河と周辺の地図

#### 1970年

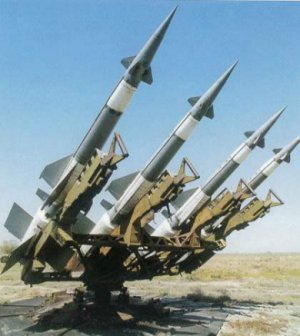
S-125『ネヴァ』(NATO名SA-3『ゴア』)地対空ミサイル。

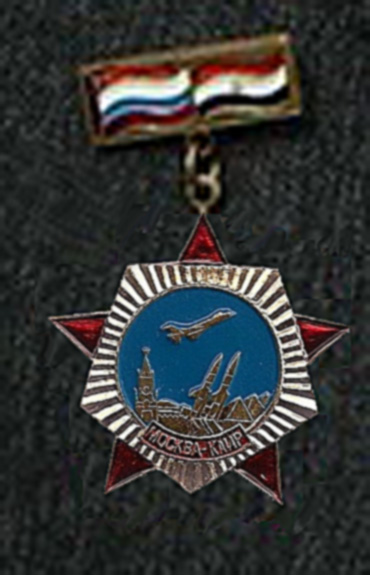
消耗戦争に従軍したソ連軍パイロットに授与された勲章。下部の文字は「モスクワ―カイロ」と書かれている。

1月22日ナセルは秘密裏にモスクワを訪れ、ソ連首脳と状況を話し合う。防空のために当時最新クラスのS-125『ネヴァ』(NATO名SA-3『ゴア』)対空ミサイル、9K32『ストレラ2』(同SA-7『グレイル』)携行対空ミサイル、それらを扱うためのソ連軍事顧問、そしてソ連空軍による支援が必要だと要求した。ソ連側は一時反対したがナセルがアメリカ側に接近すると脅したため、ソ連はしぶしぶナセルの要求を受け入れ、2月中旬までに1500名のソ連軍人がエジプトに到着した。最終的には10600～12150名ソ連のソ連側要員と150名ほどのパイロットがエジプトで活動するようになる。
1月22日ロードス作戦。SA321輸送ヘリコプターに搭乗したイスラエル軍空挺隊と海軍コマンドー隊がシャドワン島を襲撃し、島のレーダー施設などを破壊した。エジプト兵70名が戦死、62名が捕虜となった。イスラエル側の損害は戦死3名、負傷7名であった。
2月エジプト軍のコマンド－隊がミトラ峠で待ち伏せを行おうとしたものの発見され、隊員全員が捕虜となるか戦死した。
2月5日エイラートに停泊中のイスラエル軍補給船がエジプト軍のフロッグマンの工作により損傷する。
2月9日イスラエル空軍機とエジプト空軍機が空中戦を行う。双方が1機喪失。
3月15日ソ連軍がエジプトに配置したSAMが作動開始。最終的にソ連はエジプトに3個SAM旅団を送った。イスラエル空軍機はエジプト軍陣地を繰り返し空爆。
4月8日バハル・エル・バカール小学校爆撃事件。イスラエル空軍機のF-4・2機が運河より30Kmの軍事施設を空爆しようとしたが誤ってバハル・エル・バカールの小学校を空爆、小学校に爆弾5発と空対地ミサイル2発が命中し46名の生徒が死亡、50名以上が負傷した。.この事件によりイスラエル空軍はエジプト奥地での空爆中止を余儀なくされ、代わりに運河周辺の施設を空爆するようになる。この小康状態を利用してエジプト軍はSAM部隊をより運河に近づけ、ソ連空軍機がエジプト領の防空を援護した。ソ連機はたびたびイスラエル機と交戦しようとしたが、イスラエル側は交戦を禁じられていたのでそうなった場合作戦を中止して帰投した。
4月エジプト駐留のクウェート軍戦車部隊がはじめて死傷者を出す。
5月月末、イスラエル空軍はポートサイド市内でエジプト軍の水陸両用部隊が編成されているという情報により、同市を空爆。16日にはイスラエル機1機が空中戦で撃墜されている。
6月(日時不明)エジプト駐留のクウェート軍が16名の死傷者を出す。
6月25日爆撃任務中のイスラエル空軍機のA-4・1機がソ連空軍機のMiG-21・2機より攻撃を受ける。ソ連側の発表によるとA-4を撃墜したというが、イスラエル側によると損傷を受けただけで近くの航空基地に帰投したという。
6月27日エジプト空軍機のSu-7とMiG-21・8機が東岸後方のイスラエル軍陣地へ空爆を行う。イスラエル側の発表によれば、エジプト機2機を撃墜したがイスラエル側もミラージュIII・1機を撃墜され、パイロットは捕虜となった。〔ママ〕。
6月30日ソ連軍の対空ミサイルによりイスラエル機のF-4・2機が墜落。パイロット2名とナビゲーター1名が捕虜となったが、残るナビゲーター1名は夜間にヘリで救出された。
7月18日イスラエル空軍機の空爆によりソ連の軍事要員に死傷者が出る。
7月30日リモン20作戦。運河西岸においてソ連空軍の22～24機のMiG-21とイスラエル空軍のミラージュIII・12機、F-4・4機との間で大規模な空中戦が行われた。イスラエル側は4機を撃墜、さらに1機を基地への帰投中に撃墜した(未確認)。イスラエル側はミラージュIIIが1機損傷しただけであった。この空中戦でソ連のパイロット4名が戦死し、ソ連の直接介入「カフカス作戦」に引きつづき、アメリカ政府は戦闘激化を恐れ、戦闘の平和的解決を推し進めるようになった。
8月上旬ソ連軍とエジプト軍は損害を出しながらもイスラエル機の西岸での行動を制限することに成功。砲兵部隊は再びバーレブ・ラインに対して砲撃が可能になった。
8月7日「停戦ラインの東西50Kmでの軍事行動の禁止」を条件に停戦成立。しかしエジプトは停戦のわずか数分後、SAM部隊を前進させ、10月までに約100基ののSAMが展開した。
9月28日ヨルダン内戦の調停にあたった直後、ナセルが心臓発作で急死。副大統領のアンワル・サダトがエジプト大統領に昇任。